# Atzavara
|  | Per a altres significats, vegeu «Atzavara (desambiguació)». |

L'atzavara, agave, donarda, pita, pitalassa o pitera (Agave americana), és una planta plurianual originària de Mèxic, on se coneix amb el nom de maguey, i cultivada arreu del món. Les fulles, de fins a dos metres de llargada, generalment de color verd clar o blavenques, carnoses i dures, creixen des del sòl mateix i formen una roseta que pot arribar a tenir un diàmetre de quatre metres.
També pot rebre els noms d'àloe, atzavara de tanques, donardera, escarxot, figuerassa, figuerasses de marge, figuerasses grosses, fil i agulla, maguei, pita americana, pitera borda, piterassa, piteres, platanera borda i punyalera. Addicionalment s'han recollit les variants lingüítiques adsabara, agabe, aloe, arxavara, atsabara, atzavera, edsabara, espada de foc, fil-i-agulla, filiagulla o pitrera.
L'atzavara només floreix una vegada al llarg del seu cicle vital (és, doncs, una planta monocàrpica) i, quan ho fa, fa créixer del centre una llarga tija de fins a deu metres coronada per una panícula de grans flors grogues. La planta mor després de la floració. El cicle vital sol durar uns vint-i-cinc anys.
Per destil·lació dels sucs fermentats de la planta (pulque) s'obté el mescal, que en general és el nom que reben els destil·lats d'extractes fermentats d'agavàcia, exceptuant-ne el tequila, que és un destil·lat amb denominació d'origen d'una àrea concreta, fet a partir de l'espècie Agave tequilana (o Agave Weber).
Arreu del territori espanyol està catalogada com a espècie exòtica invasora. Entre altres, això implica que està prohibit comercialitzar-la i introduir-la al medi natural. Tampoc es poden reintroduir exemplars que hagin estat extrets de la natura

## Història
El nom comú català atzavara prové de l'àrab magrebí aṣ-ṣabāra, que designa el sèver o suc de l'àloe. Es documenta d'ençà de la primeria del segle xvi. El nom científic agave és la forma femenina de l'adjectiu grec agauós, que significa 'meravellós, admirable'. La figuerassa ha estat inclosa al Catàleg espanyol d’espècies exòtiques invasores.
Cristòfor Colom va descriure que havia vist en una ocasió al Carib una planta que va confondre amb l'àloe. Altres viatgers europeus van observar-ne una presència notòria en zones semidesèrtiques d'Amèrica (d'aquí el nom científic). El botànic Rudolf Jakob Camerarius va escriure en una de les seves obres el 1583 que al jardí botànic de Pisa hi floria un àloe americà; aquesta planta no era altra cosa que una atzavara americana que efectivament va florir per primera vegada a Europa en el Jardí botànic de Pisa.
El 1569 els botànics Pierre Pena i Mathias de Lobel van fer un viatge per Anglaterra i a Londres van visitar el jardí botànic on es van trobar amb una bona col·lecció de plantes suculentes de les Índies Occidentals, entre les quals l'Atzavara americana.
Aquesta planta va formar part de les il·lustracions de la Iconografia Phytanthoza, un llibre de Johann W. Weinmann, primer il·lustrador botànic.
Les saponines de les fulles es feien servir per rentar la roba negra de dol perquè el sabó normal deixava cercles blanquinosos.

## Varietats
- Agave americana var. americana

- Agave americana var. expansa
- Agave americana var. latifolia
- Agave americana var. marginata
- Agave americana var. medio-picta
- Agave americana var. oaxacensis
- Agave americana var. striata
- Agave americana var. protamericana

## Morfologia
L'atzavara és una planta robusta formada per grans rosetes de fulles grisenques molt gruixudes i suculentes que poden arribar a fer fins a dos metres de llarg i vint-i-cinc centímetres d'ample. Les fulles presenten el marge espinós i estan acabades per una punxa dura. Les flors normalment apareixen als 10-15 anys; a l'estiu sobre una llarga tija llenyosa que pot assolir fins als deu metres d'alçada. Les flors s'agrupen en inflorescències en forma de raïm piramidal. Són de color verd glauc i arriben a fer més de set centímetres. El fruit és una núcula d'uns tres centímetres de llarg per un d'ample.
Aquesta planta és d'origen americà. Va ser introduïda a Europa al principi del segle xvi pels conqueridors espanyols i des d'aleshores ha estat cultivada a casa nostra amb finalitats ornamentals. És una espècie morfològicament molt variable, per exemple podem trobar espècies amb les fulles variegades.
La penca d'atzavara és la fulla d'atzavara de la qual s'extreu el fil de pita, una fibra tèxtil.
A la província d'Almeria se n'aprofiten les tiges florides per a fer escales.
La flor de l'espigó de l'atzavara s'anomena ballador o teixidor perquè al més petit moviment els estams es belluguen. La canya o espiga que fa l'atzavara abans de morir és el teixidor.

## Hàbitat
Planta de conreu autòctona de Mèxic, però molt naturalitzada per tot el mediterrani i per altres parts del món. Pot colonitzar molts hàbitats diferents com penya-segats, boscos del litoral o de l'interior, camps de conreu i zones alterades.
A la Península Ibèrica és una espècie catalogada com invasora, ja que s'expandeix per espais naturals, ocupant i desplaçant a la vegetació pròpia i autòctona, especialment en zones de mediterrani.

## Imatges

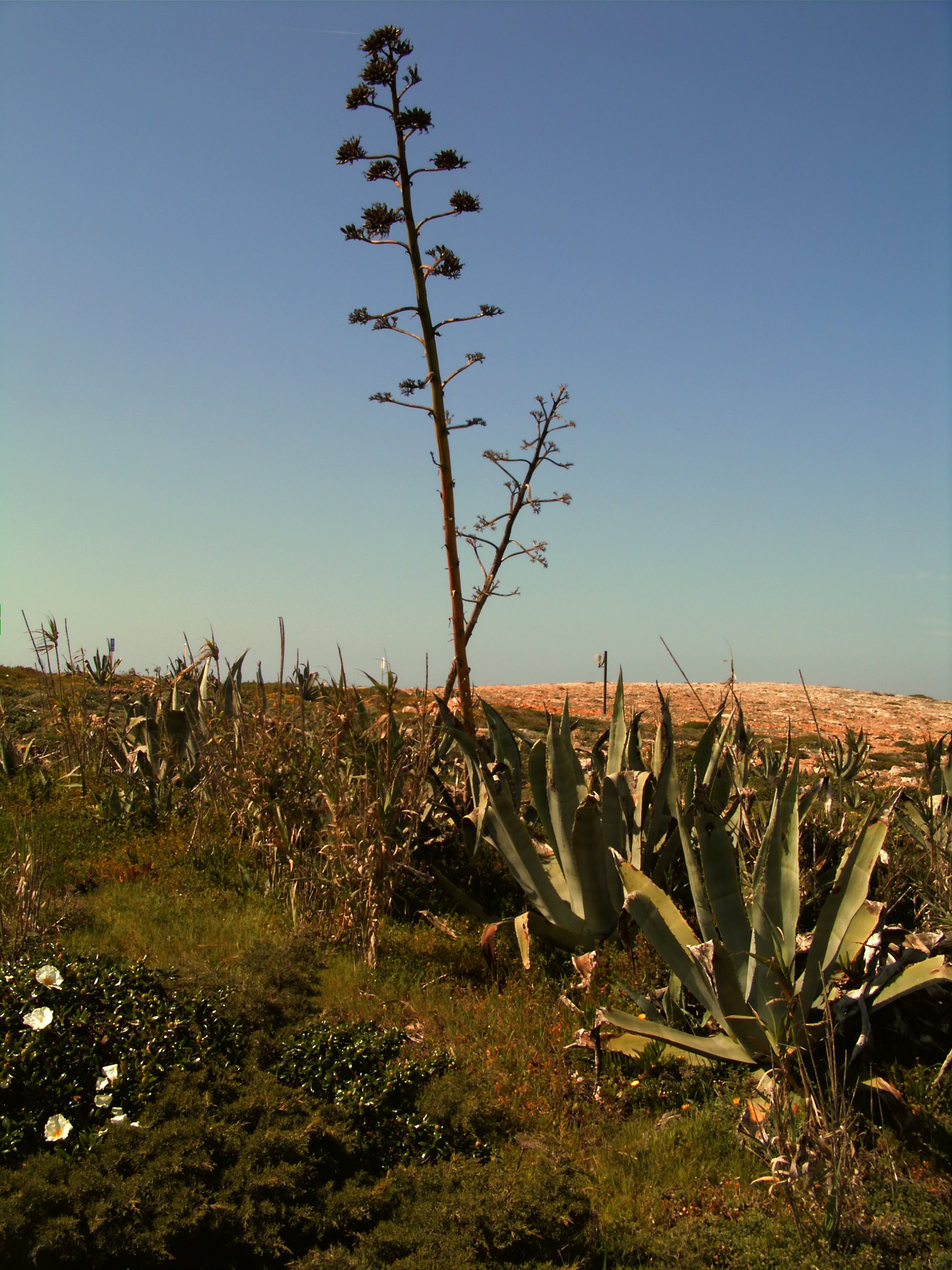
Atzavara
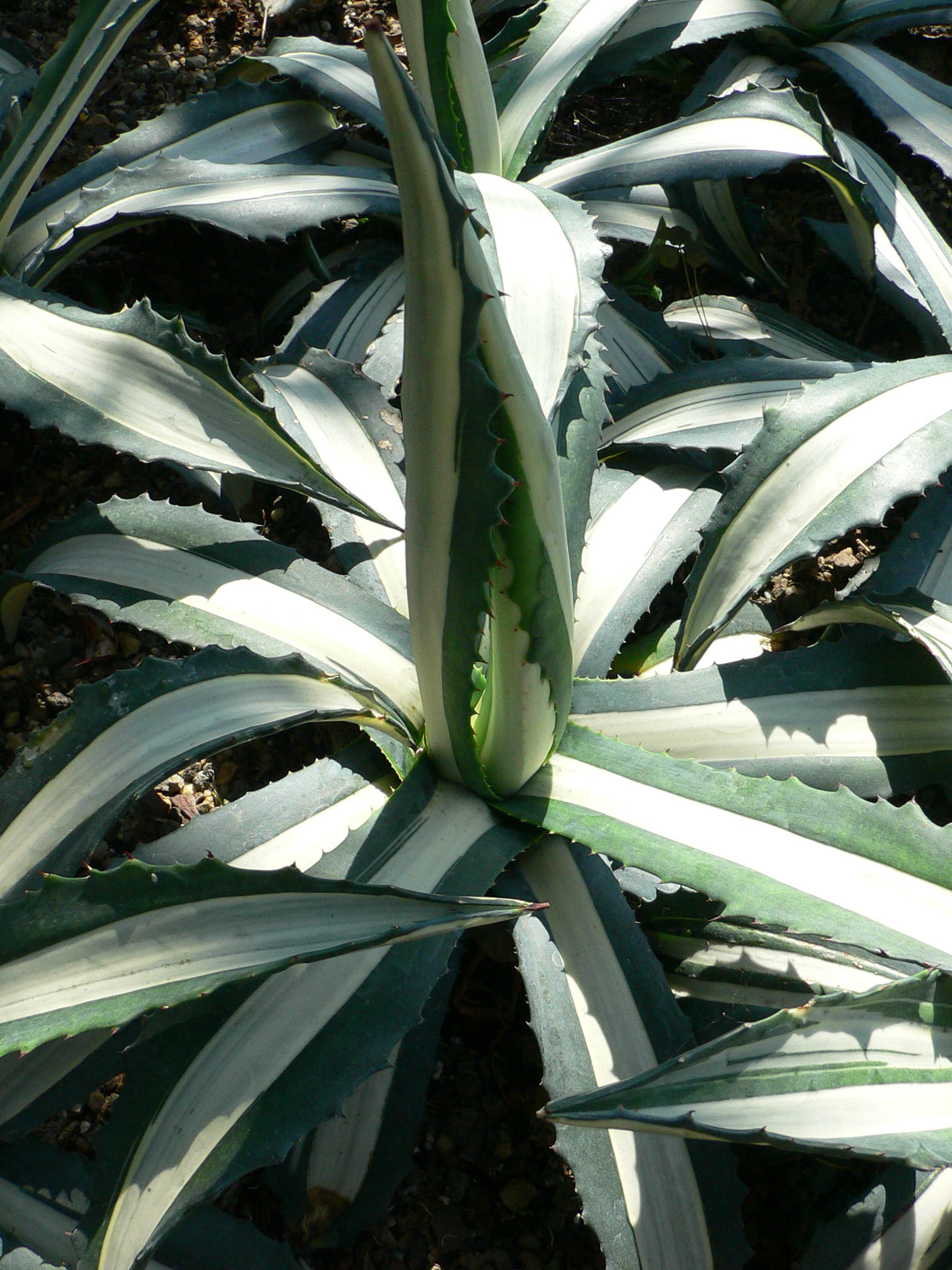
Agave americana var. medio-picta
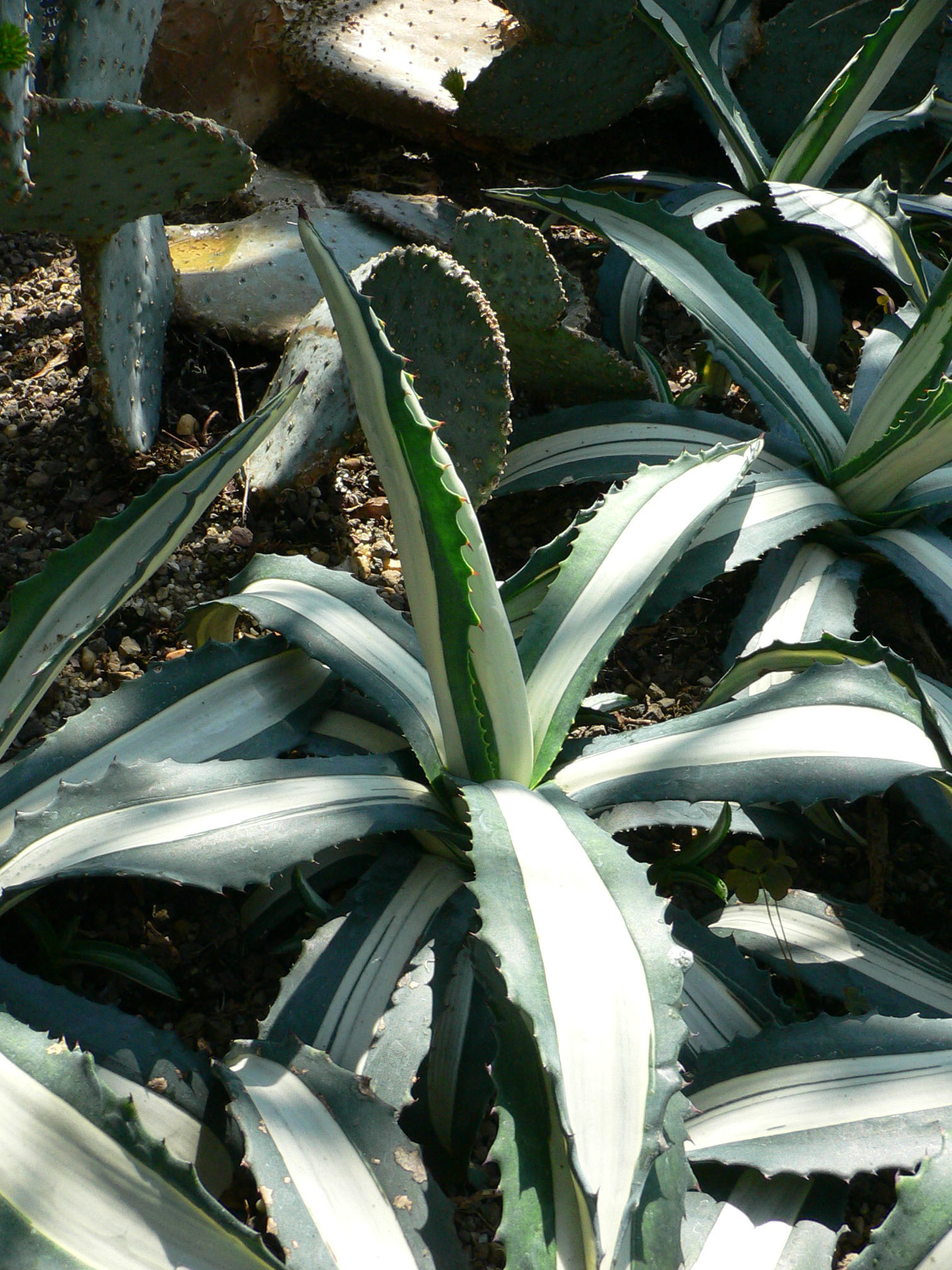
Agave americana var. medio-picta
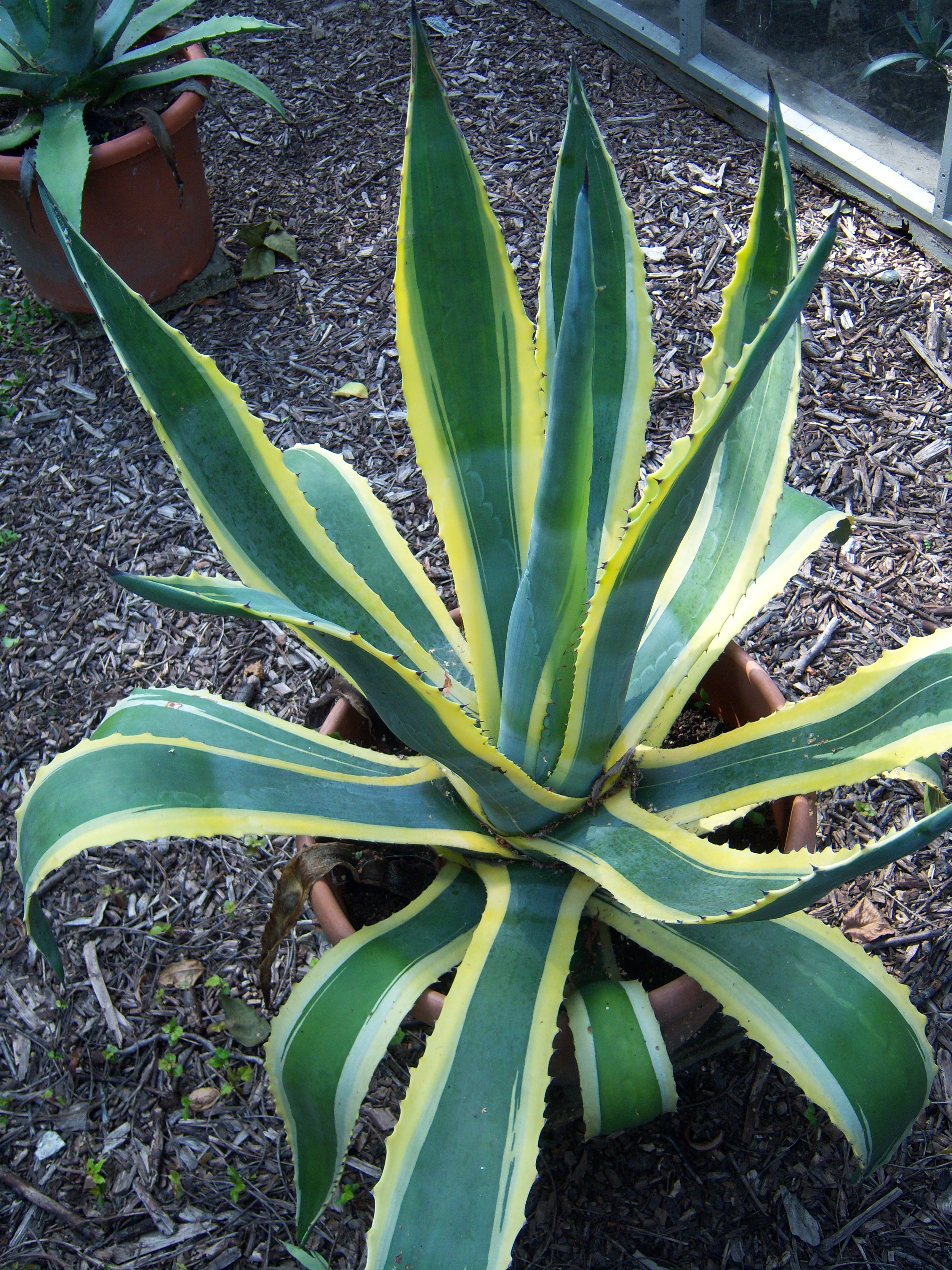
Agave americana var. marginata
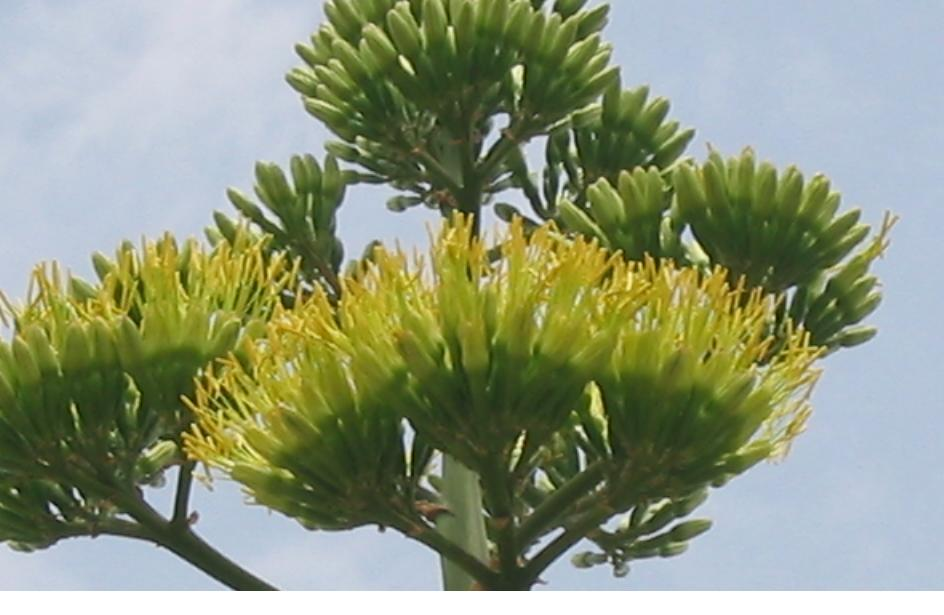
Inflorescències
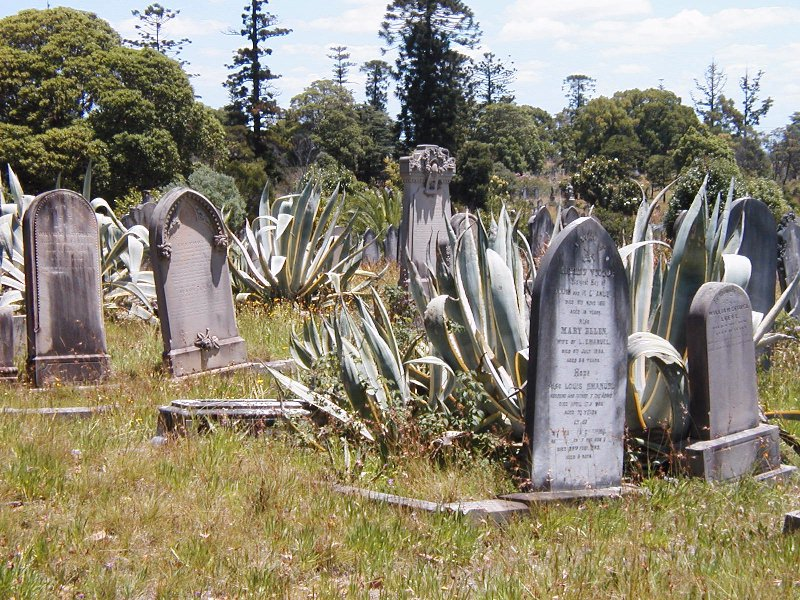
Al cementiri de Rookwood, Sydney, Austràlia
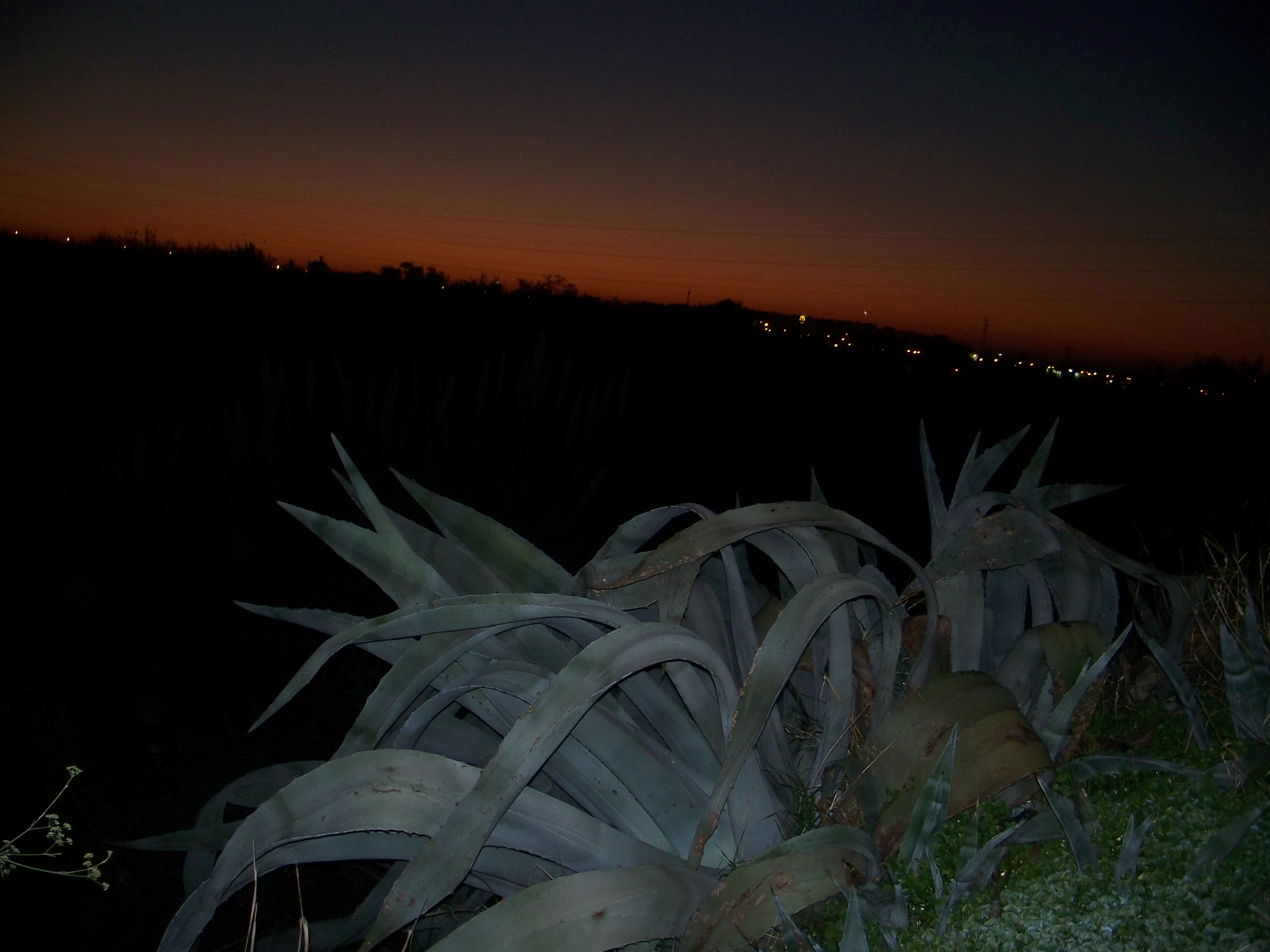
Al barranc de Torrent de nit, terme municipal de Picanya, País Valencià
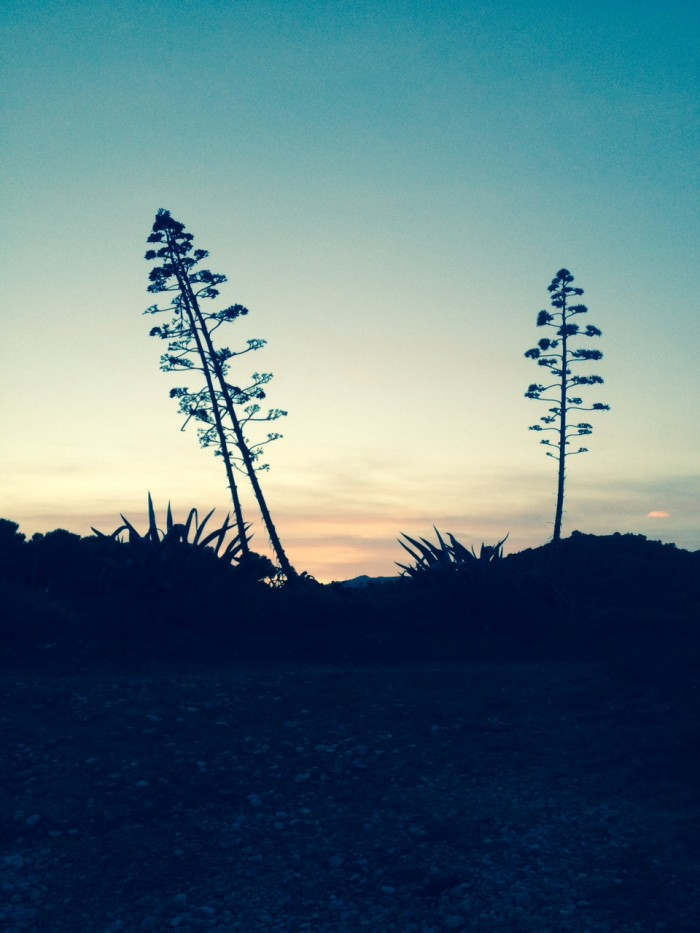
Atzavara a la platja de Les Cases d'Alcanar
La dea Mayahuel del magüey o atzavara
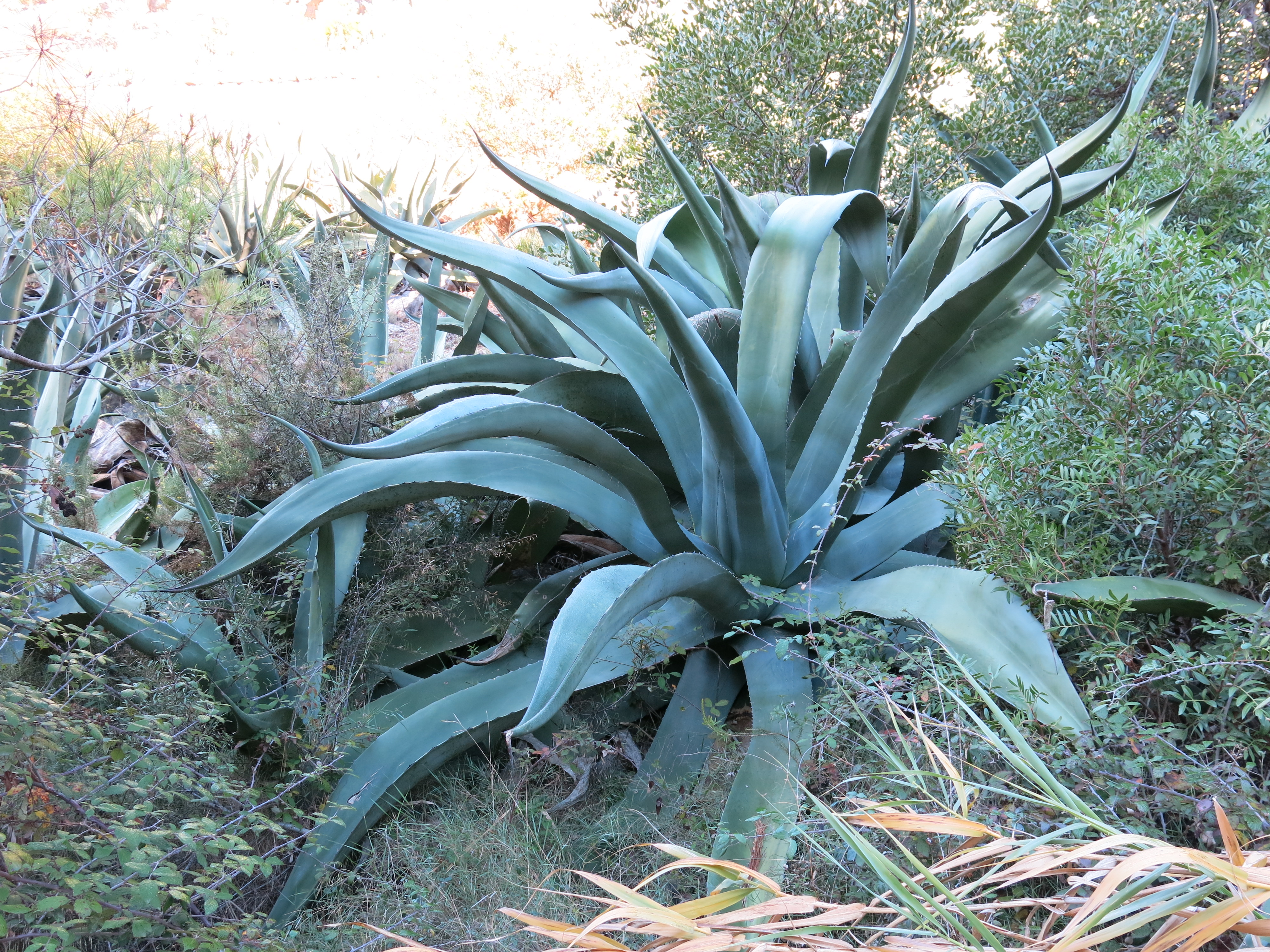
Agave americana var americana, Riu Serpis